# 北京市长青园骨灰林基地
北京市长青园骨灰林基地，位于北京市朝阳区黑庄户乡大鲁店村南，是北京市属陵园之一。

## 简介
北京市长青园骨灰林基地是经北京市人民政府批准，由北京市民政局殡葬管理处建设并管理的骨灰林，占地面积170余亩，是一座花园式墓地。
北京市长青园骨灰林基地分为门区、中心区、园中园。园内设有菊园、桑梓园、合欢苑、富贵苑、三贤苑。骨灰可以选择安葬在花园区、骨灰林、骨灰廊、骨灰“别墅”等等。
2011年3月31日，北京市、朝阳区的领导及群众代表在北京市长青园骨灰林基地举行“双桥革命烈士纪念碑”迁建落成仪式。双桥革命烈士陵园无名烈士墓原在朝阳区双桥地区，安葬着1949年为解放北平而牺牲的中国人民解放军华北部队某部29名官兵。2010年11月，根据中华人民共和国民政部关于散落烈士墓集中统一管理的要求以及北京市人民政府民生工程建设需要，经过朝阳区人民政府及北京市民政局批准，双桥革命烈士陵园无名烈士墓封园迁建。经过4个多月筹备及建设，无名烈士墓迁建至北京市长青园骨灰林基地。新的烈士纪念碑比原先的体量更大，碑体更重。
2012年3月30日，北京市第一个海撒纪念碑在长青园骨灰林基地启用。海撒纪念碑在长青园骨灰林基地内的湖边，高度约为18米，主体为灰色花岗岩，外形为火炬形，底座为海浪形。海撒纪念碑建成之后，海撒亡者家属可来此祭奠亡者，而不用再赴骨灰撒海地祭奠。1994年北京市开始实行海撒。此后北京市每年春、秋两季都会组织四到五次骨灰海撒活动，海撒地点通常为天津市的渤海海域。2009年，北京市出台骨灰海撒零付费政策。
为弘扬志愿捐献遗体者的无私奉献精神，2003年，北京市长青园骨灰林基地建起了“生命”纪念碑。这里成为捐献者亲人的追思缅怀的圣地。“生命”纪念碑主体碑高12.5米，环绕广场的墓碑群上，描金镌刻每一名完成遗体捐献者的名字，每个名字背后都有感人的故事。